# فرروح زاد
جمال الدولة أبو شجاع فَرُّخْزاد بن مسعود، توفي في 4 إبريل 1059. وقد حكم الدولة الغزنوية في الفترة من 1052 إلى 1059.
بعدما استطاع أحد غلمان مسعود قتل طغرل بالخنجر أصبح الأمراء الثلاثة في أمان. وقد بقي طغرل حاكمًا للغزنويين ما بين 40 إلى 57 يوم تقريبا. وبعد ذلك اجتمع القادة الغزنويون واختاروا الأمير فرُّخزاد للحكم. وقد تم فتح تحقيق وقُبض على الأشخاص الذين لعبوا دورًا في قتل السلطان عبد الرشيد وتم كشفهم وقتلوا.
وعندما علم السلاجقة بما يدور في الدولة الغزنوية توجهوا لمحاربتها استغلالًا لتلك الفرصة إلا أن فرُّخزاد استطاع التغلب على الجيش السلجوقي. وانسحب جغري بك على إثر هذا إلى خُراسان. وقد طلب ألب أرسلان الإذن من والده لمهاجمة الغزنويين بعدما قام جيش غزنوي كبير بهزيمة جيش السلاجقة في باختر. وقام بهزيمة الغزنويين في 1053. وقد حل إبراهيم بن مسعود محل أخيه في حكم الغزنويين بعد وفاته في 4 إبريل 1059.